# 志賀直哉
志賀 直哉（しが なおや、1883年〈明治16年〉2月20日 - 1971年〈昭和46年〉10月21日）は、日本の小説家。日本芸術院会員、文化功労者、文化勲章受章者。
宮城県石巻生まれ、東京府育ち。明治から昭和にかけて活躍した白樺派を代表する小説家のひとり。「小説の神様」と称せられ多くの日本人作家に影響を与えた。代表作に「暗夜行路」「和解」「城の崎にて」「小僧の神様」など。

## 経歴

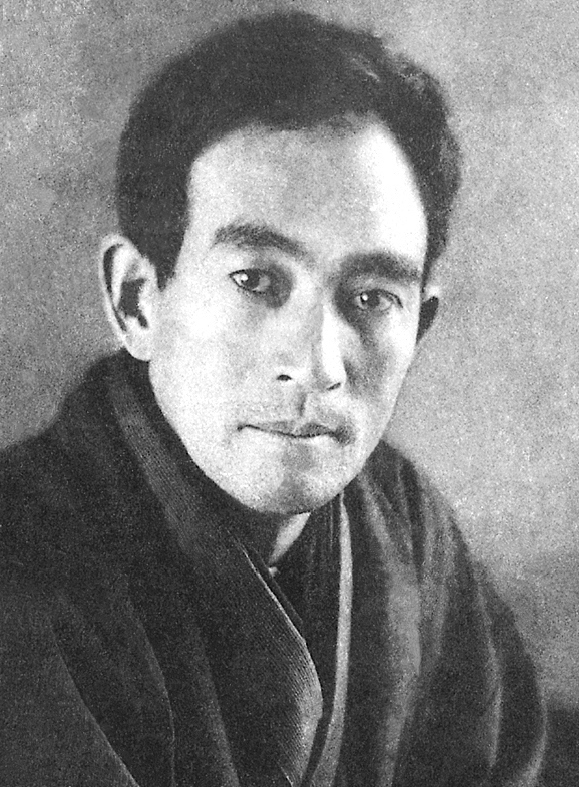
若き日の志賀直哉

### 生い立ち
志賀直哉は1883年（明治16年）2月20日、宮城県牡鹿郡石巻町に、父・志賀直温と母・銀の次男として生まれた。父・直温は当時第一銀行石巻支店に勤務していた。明治期の財界で重きをなした人物である。母・銀は、伊勢亀山藩の家臣・佐本源吾の娘であった。なお、直哉には兄・直行がいたが直哉誕生の前年に早世していた。
2歳のときに第一銀行を辞めた父とともに東京に移る。住居は東京府麹町区内幸町1丁目6番地の相馬家旧藩邸内にあったが、これは当時、祖父・直道が相馬家の家令を務めていたからである。3歳になり芝麻布有志共立幼稚園に入園。この幼稚園は東京で開設された2番目の幼稚園であった。次いで1889年（明治22年）9月、学習院に入学し予備科6級（現・初等科1年）に編入される。
幼少期の直哉は祖父・直道と祖母・留女（るめ）に育てられた。直哉の兄・直行早世の責任は母・銀にあると考えた祖父母が志賀家の家系を絶やさないように、今度は孫を自分の手元で育てることに決めたからであった。毎晩祖母に抱かれて寝るなど、幼少期の直哉は祖父母に溺愛されて育った。祖父・直道（三左衛門）は相馬事件の当事者の一人であり、祖父らを主君軟禁・毒殺と横領で告発した錦織剛清を幼い直哉は「嘘つきの軽蔑すべき贋作画家」などと呼んでいる。
初等科を卒業した1895年（明治28年）8月に実母・銀が死去。同年秋、父・直温が漢学者・高橋元次の娘・浩と再婚する。直哉の「母の死と新しい母」という作品では、この実母の死と父の再婚の様子が描かれている。その中で直哉は実母の死を「初めて起った『取りかえしのつかぬ事』だった」と振り返っている。

### 作家への道
1895年（明治28年）9月、学習院中等科に入学する。翌1896年（明治29年）、有島生馬らとともに「倹遊会」（後に「睦友会」に改名）を結成し、その会誌『倹遊会雑誌』を発行する。直哉は「半月楼主人」や「金波楼半月」といった筆名で同誌に和歌などを発表。これが直哉にとって初めての文筆活動であった。しかしこの頃の直哉はまだ小説家志望ではなく、海軍軍人や実業家を目指していた。またスポーツに没頭しており、特に自転車には「学校の往復は素より、友だちを訪ねるにも、買い物に行くにも、いつも自転車に乗って行かない事はなかった」というほど熱をあげた。
中等科在学中の1901年（明治34年）7月、直哉は志賀家の書生だった末永馨の勧めにより、新宿角筈で行われていた内村鑑三の講習会に出席する。そこで直哉は煽動的な調子のない「真実さのこもった」「胸のすく想いが」する内村の講義を聴く。「本統のおしえをきいたという感銘を受けた」直哉はこうして内村の魅力に惹かれ、以後7年間、内村に師事するようになる。直哉はのちに、自分が影響を受けた人物の一人として内村の名を挙げている。ただし後述のように無宗教家であり、キリスト教には入信していない。内村のもとへ通い始めてから5ヵ月が経った同年11月、直哉は足尾銅山鉱毒事件を批判する内村の演説を聞いて衝撃を受け、現地視察を計画する。しかし、祖父・直道がかつて古河市兵衛と足尾銅山を共同経営していたという理由から父・直温に反対されて激しく衝突。長年にわたる不和のきっかけとなる。
中等科時代の直哉は真面目な学生だったとは言い難く、3年時と6年時に2回落第している。複数回の落第をしたことに対し直哉は「品行点が悪かった」ためであると説明している。授業中、口の中に唾がたまると勝手に立ち上がり窓を開けて校庭に向かって唾を吐くなど、教室での落ち着きのなさが目立ったために低い点をつけられたようである。落第の結果、2歳年下の武者小路実篤と2度目の6年時に同級となる。途中、文学上の言い争いから直哉が武者小路に絶縁状をたたきつける事件はあったものの、直哉と武者小路は生涯にわたって親交を結ぶことになる。
1897年（明治30年）頃、直哉は華族女学校の女学生への態度がけしからんという理由で、下級生の滋野清武を有島生馬、松方義輔と一緒に殴ったことがある。これは『人を殴つた話』に書かれた。滋野はのちに学習院を退学し、飛行士になった。

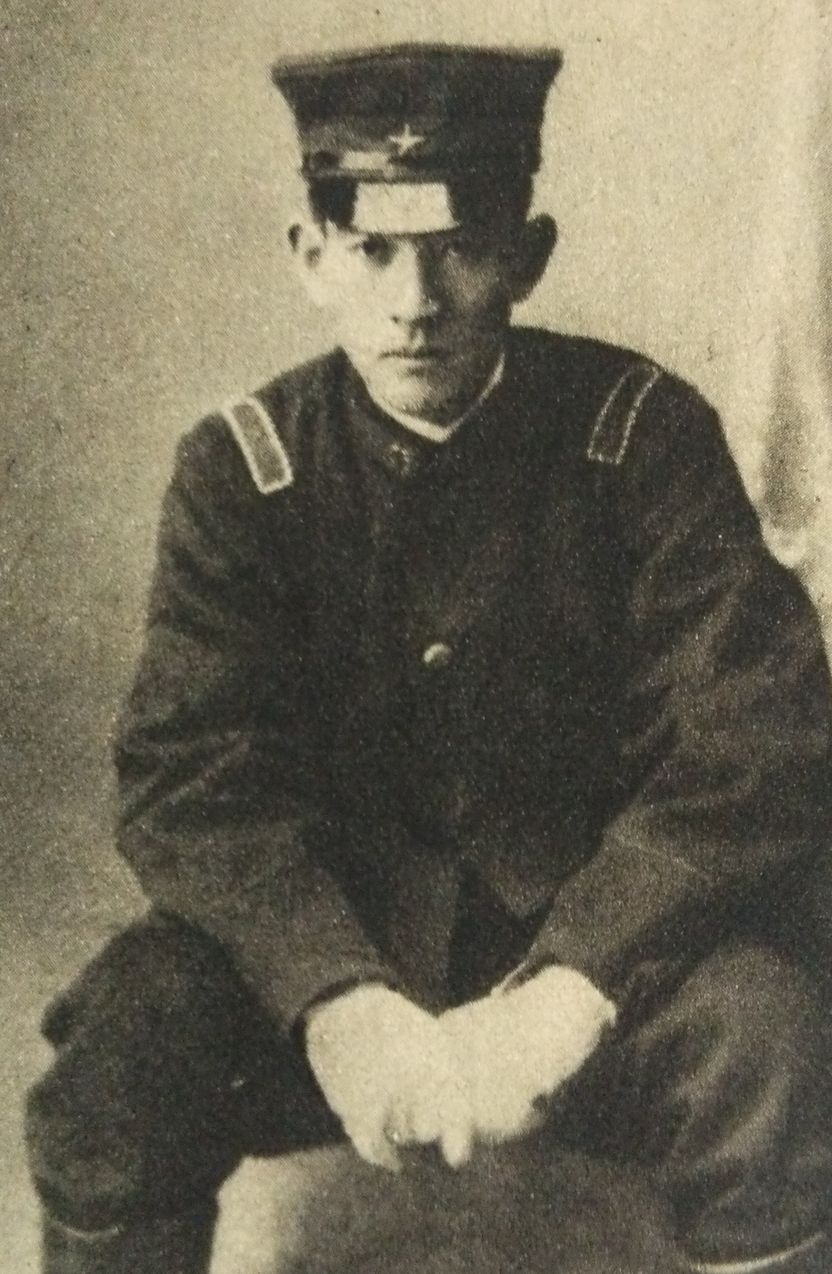
市川の砲兵連隊に入営直後の志賀直哉（1910年）

1903年（明治36年）、学習院高等科に入学。高等科の頃の直哉は女義太夫に熱中していたが、それがきっかけとなり小説家志望の意志を固めた。女義太夫の昇之助の公演を見て感動し「（自分も昇之助と同じように）自分のやる何かで以て人を感動させたい」「自分の場合（それは）小説の創作」だと考えたと直哉は後に語っている。ちょうどその頃アンデルセンの童話を愛読していた直哉はそれに影響され、「菜の花と小娘」という作品を執筆している。一般的に直哉の処女作は「或る朝」（後述）とされるが、後年、直哉はこの作品を「別の意味で処女作」だったと振り返っている。なお1906年（明治39年）1月、祖父・直道が死去している。
1906年（明治39年）7月、学習院高等科を卒業。卒業時の成績は武課が甲、それ以外はすべて乙、品行は中、席次は22人中16番目であった。同年9月、東京帝国大学英文学科に入学する。東京帝大では夏目漱石の講義には興味を持ったものの、他の授業にはほとんど出席しなかった。1908年（明治41年）には国文学科に転じたが、大学に籍を残したのは徴兵猶予のためだけで大学からはますます足が遠のいた。1910年（明治43年）、正式に東京帝国大学を中退する。そのため徴兵猶予が解かれ徴兵検査を受ける。甲種合格となり同年12月1日、千葉県市川鴻之台の砲兵第16連隊に入営するが、耳の疾患を理由に8日後に除隊する。
内村鑑三のところへ通い始めた後から大学の頃までの直哉は、以下の文学に親しんでいる。近代日本文学では、尾崎紅葉、幸田露伴、泉鏡花といった硯友社に参加する作家の作品や、徳冨蘆花、夏目漱石、国木田独歩、二葉亭四迷、高浜虚子、永井荷風の作品を読んだ。また平安朝の文学や近松門左衛門、井原西鶴、式亭三馬、十返舎一九の作品など、近代以前の日本文学も読んでいる。外国文学においてはイプセン、トルストイ、ツルゲーネフ、ゴーリキー、ハウプトマン、ズーダーマン、チェーホフ、モーパッサン、フランス、小泉八雲といった作家の作品を愛読した。
東京帝大在学中の1907年（明治40年）4月、武者小路実篤、木下利玄、正親町公和と文学読み合わせ会「十四日会」を開く。翌1908年（明治41年）、「十四日会」の4人により同人誌『暴矢』（後に『望野』）が発行される。そしてこの年の1月、直哉は「或る朝」を執筆している。これは祖父の三回忌の朝における祖母とのやりとりについて書いた作品である。直哉は後にこの作品について「多少ともものになった最初で、これをよく私は処女作として挙げている」と述べている。同年8月には「網走まで」を執筆して『帝国文学』に投稿するが没にされた。その後1910年（明治43年）、直哉は『望野』の他のメンバー、『麦』（里見弴らが所属）のメンバー、『桃園』（柳宗悦らが所属）のメンバーとともに雑誌『白樺』を創刊する。そしてその創刊号に「網走まで」を発表する。以後、直哉はこの雑誌に「范の犯罪」や「城の崎にて」「小僧の神様」などの作品を発表していった。

### 父との不和
1907年（明治40年）、東京帝大に在学していた直哉は志賀家の女中と深い仲になり、結婚を希望するが父から強い反対に遭う。足尾銅山問題によりもともと良好ではなかった直哉と父の関係はこの一件で悪化する。1912年（大正元年）9月、直哉は「大津順吉」を『中央公論』に発表する。この「大津順吉」は、女中との結婚問題を題材にした作品であった。この作品で直哉は初めて原稿料100円を得る。その頃、『白樺』の版元である洛陽堂から直哉初の短編集を出版する話が進み、その出版費用を父が負担することが約束された。そこで直哉がその費用を父に求めにいったところ、父は「小説なぞ書いてゐて将来どうするつもりだ」「小説家なんて、どんな者になるんだ」と、直哉の小説家としての将来を否定するような発言をした。言い争いになった結果、直哉は10月25日に家出して東京の銀座木挽町の旅館に2週間ほど滞在した後に広島県尾道へ転居する。

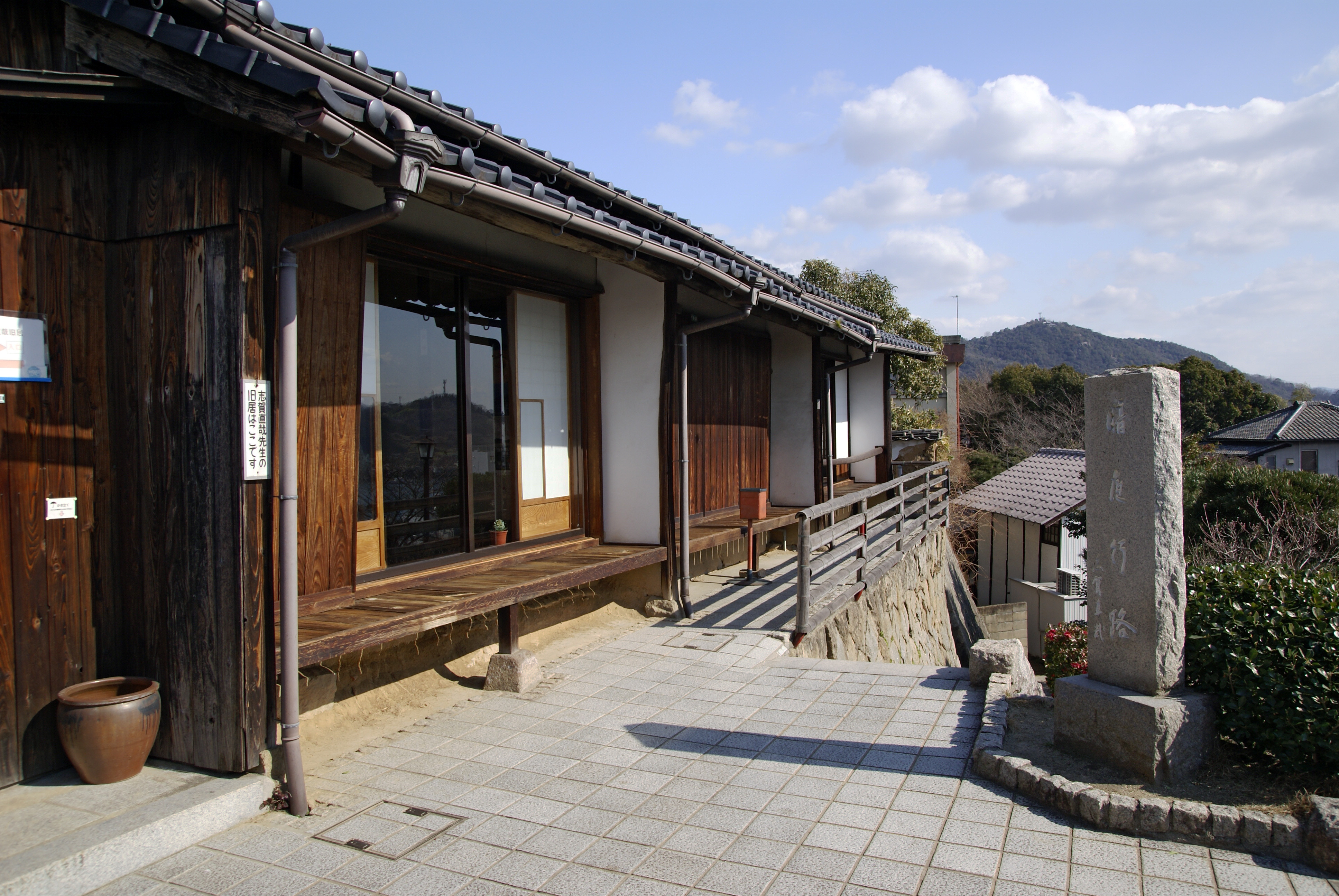
尾道市の志賀直哉旧居と暗夜行路石碑

尾道転居後の1913年（大正2年）1月、初の短編集となる『留女』を刊行。題名は祖母の名にちなむ。後にこの短編集は夏目漱石によって賞賛された。『留女』刊行の同月、読売新聞紙上に「清兵衛と瓢箪」を発表する。これは瓢箪を愛する少年と、その価値観を理解しようとしない大人たちの話であるが、後年、直哉は「自分が小説を書く事に甚だ不満であった父への私の不服」がこの作品を書く動機であったと語っている。そして尾道において直哉は、自身初となる長編「時任謙作」の執筆に着手する。直哉自身がモデルである時任謙作を主人公とし、父との不和を題材とした作品だった。しかし思うように筆が進まず執筆を中断する。長編執筆が進まなかったことも相まって直哉は1913年（大正2年）4月、尾道滞在を半年程度で切り上げ帰京する。

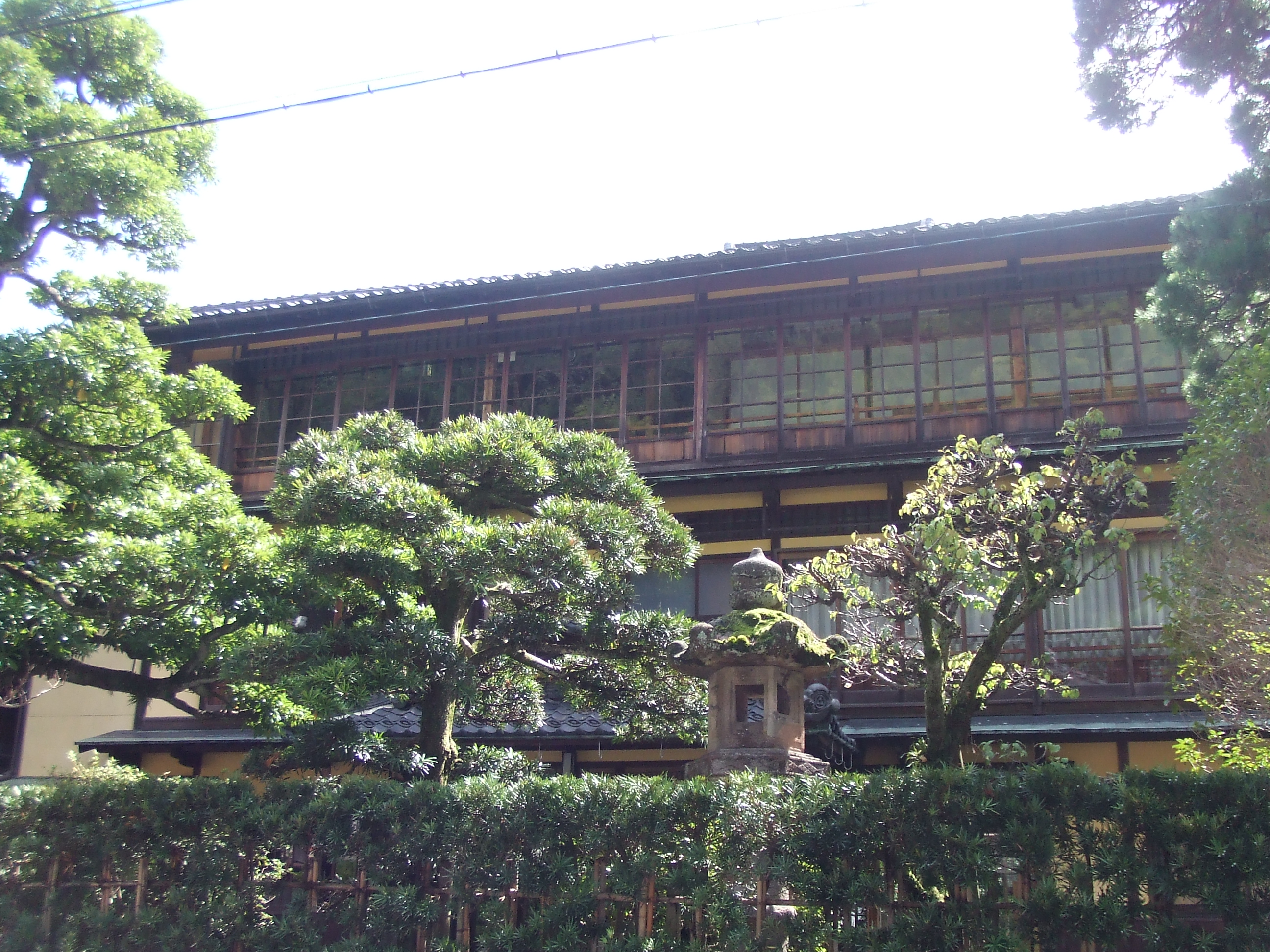
城崎温泉滞在中に宿泊した三木屋

1913年（大正2年）8月15日、東京に滞在していた直哉は「出来事」という小説を書き上げた晩に、里見弴と一緒に素人相撲を見に行くが、その帰り道に山手線の電車にはねられ重傷を負い、東京病院（現・東京慈恵会医科大学附属病院）に入院する。同年10月、その養生のために兵庫県の城崎温泉に滞在。城崎滞在中、直哉は蜂・鼠・いもりという3つの小動物の死を目撃する。この体験が後の短編「城の崎にて」の形で結実することとなる。
城崎での養生後、11月8日、直哉は一度は尾道に戻ったものの中耳炎を患い、その治療のため11月17日に帰京する。その後、東京の下大井町（大森駅の近く）に家を借りて一旦はそこに居住する。しかしその頃、武者小路実篤を介して夏目漱石から東京朝日新聞に小説を連載するよう依頼される。直哉は同紙に「時任謙作」を連載する心積もりで、腰を据えてその執筆に取り組むために1914年（大正3年）5月、東京を離れて里見弴とともに島根県松江市へ転居する。1925年（大正14年）に発表された「濠端の住まひ」は松江での生活を描いたものである。そして松江居住時、大山に赴いた直哉はその眺望に感銘を受ける。この大山からの眺望は「暗夜行路」の結末の場面に採用されている。松江において後の創作につながるこうした体験をしていた直哉であったが、肝心の小説の執筆は進まなかったため、上京して漱石宅を訪れ、その場で漱石に新聞小説連載辞退を申し出た。漱石に不義理を働いたとの自責の念に悩んだ直哉は、結果的にこの年から3年間休筆をする。
1914年（大正3年）9月に直哉は京都へ転居する。同年12月、武者小路実篤の従妹である勘解由小路康子と結婚。康子は華族女学校中退である上に再婚だったことなどから、この結婚は父の望むものではなく、結果として直哉と父との対立は深まった。結婚の翌年、直哉は父の家から自ら離籍している。結婚式は東京麹町元園町の武者小路宅で行われたが、列席者は武者小路・勘解由小路の両夫妻のみで、京都の料亭「左阿彌」で行われた結婚披露宴は友人数人のみの出席にとどまった。結婚後、神経衰弱になった康子のために翌1915年（大正4年）5月に鎌倉雪ノ下へ転居する。しかしこの転居は康子の神経衰弱に良い影響を与えず、1週間程度で群馬県の赤城山に転居。猪谷六合雄の建築した山小屋に住む。この家に住んでから康子は神経衰弱から回復。直哉もこの家を気に入る。赤城山での生活は1920年（大正9年）に発表された「焚火」に描き出されている。

### 父との「和解」

我孫子市の志賀直哉邸跡

転居を繰り返していた直哉であったが、1915年（大正4年）9月、柳宗悦の勧めで千葉県我孫子の手賀沼の畔に移り住むと、この後1923年（大正12年）まで我孫子に住み、同時期に同地に移住した武者小路実篤やバーナード・リーチと親交を結んだ。我孫子に転居した翌1916年（大正5年）、康子との間に長女・慧子が誕生するが夭折。この実子夭折の経験は「和解」や「暗夜行路」といった作品に描かれている。
1916年12月、夏目漱石が死去。漱石を慕ってきた直哉にとって漱石の死は悲しいものだった。しかし「漱石への不義理を償うため、良い作品を書いて『朝日新聞』に掲載するまでは他の媒体への掲載は遠慮する」という心理的束縛からは解放された。武者小路実篤の後押しもあり、1917年（大正6年）、直哉は執筆を再開する。5月、『白樺』誌上に「城の崎にて」を発表。この作品は城崎での養生中の体験を基にし、小動物の死を通して自らの生と死を考察したものである。また、直哉の代表作となると同時に、いわゆる「心境小説」の代表作となる。続く6月、武者小路の勧めで「佐々木の場合」を雑誌『黒潮』に発表。この作品は漱石に捧げられたが、それは3年前の新聞小説連載辞退を漱石に詫びる気持ちからであった。8月には「好人物の夫婦」、9月には「赤西蠣太」を発表する。そして直哉はこの年、父との和解を実現する。その喜びも覚めやらぬ中、この経験を描いた「和解」を一気に書き上げ、同年10月、雑誌『黒潮』に発表した。直哉本人の述懐によると、直哉はこの作品を原稿用紙1日平均10枚15日間で書き上げたが、この執筆のペースは「後にも前にもないレコード」だったという。
この1917年（大正6年）から我孫子を離れる1923年（大正12年）までは、作家・志賀直哉にとって「充実期」といえる期間であった。生涯寡作であったにもかかわらず、直哉はこの期間に「小僧の神様」や「焚火」、「真鶴」といった代表作を次々と発表している。雑誌『改造』における長編「暗夜行路」（「時任謙作」から題名を変更）の連載開始もこの頃である。また、『留女』以外になかった直哉の作品集がこの期間に9冊出版された。「大津順吉」や「清兵衛と瓢箪」を収めた『大津順吉』、「和解」や「城の崎にて」を収めた『夜の光』、「焚火」や「小僧の神様」を収めた『荒絹』、『暗夜行路・前篇』はその一部である。なお『夜の光』の装幀はバーナード・リーチが担当している。

### 京都・奈良時代
我孫子において「充実期」を過ごしていた直哉であったが1922年（大正11年）の末になると、長編執筆の行き詰まりもあり「自分は読む事も書く事も嫌いだ」「読みも書きもしたくない」と日記に書くほど作家としての自信を失っていた。そうした状態から抜け出し気分転換を図る意味もあってか、直哉は1923年（大正12年）3月に我孫子を離れて京都市上京区粟田口三条坊町に移り住む。同年10月には京都郊外の宇治郡山科村に転居。短編「雨蛙」を完成させ、翌1924年（大正13年）1月の『中央公論』に発表する。直哉によると「『暗夜行路』を書き上げたら書こうと思っていたのを、『暗夜行路』が何時までも埒あかないので、これを先に書いてしまった」という。この作品は直哉の全作品中、仕上げるのに最も時間のかかった短編だとされる。ほぼ同時期に、直哉は祇園花見小路の茶屋の仲居と浮気をする。このときの体験を基に、いわゆる「山科もの」四部作（「山科の記憶」「痴情」「些事」「晩秋」）をのちに残している。

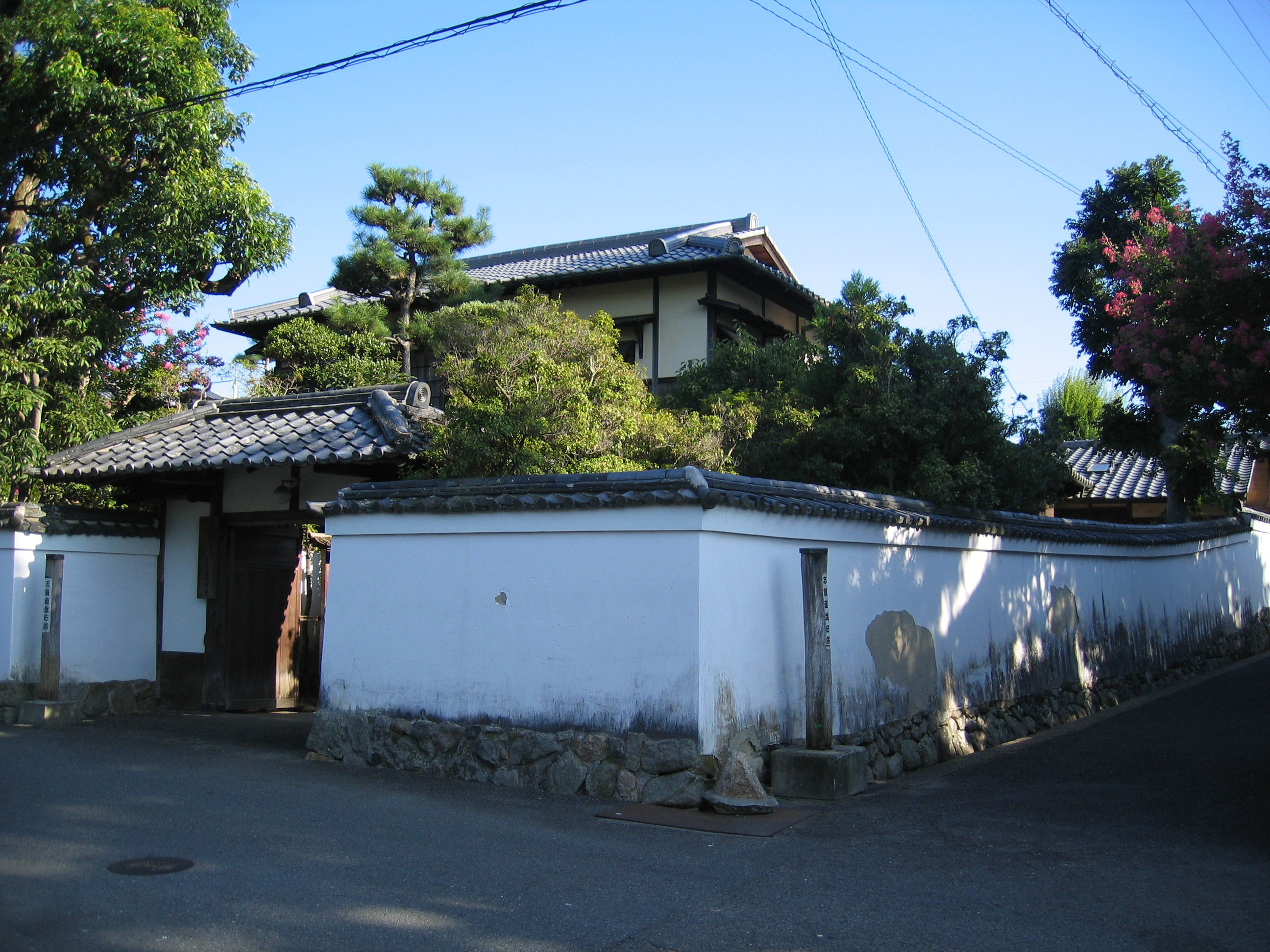
高畑町の志賀直哉旧居

1925年（大正14年）4月、学習院初等科時代からの友人である九里四郎の誘いもあり、今度は奈良県幸町に転居。幸町に住んでいた1926年（大正15年）6月に美術図鑑『座右宝』を刊行する。これは尾道・松江時代から東洋の古美術に関心を持っていた直哉が、手元に置いて東洋の古美術をいつでも鑑賞できるような写真集を欲して刊行したものである。その後、自ら設計した邸宅が奈良の上高畑に完成したため、1929年（昭和4年）4月、直哉はそこに引っ越した。この上高畑で直哉は多くの文化人と交流した。交流を持ったのは、直哉の後を追うように奈良に移り住んだ瀧井孝作や小林秀雄、直哉を慕って上高畑の邸宅を訪れた小林多喜二らの文化人である。こうした交流の結果、直哉の上高畑の邸宅はいつの頃からか「高畑サロン」と呼ばれるようになった。
一方で創作のほうでは、雑誌『改造』における「暗夜行路」の連載が1928年（昭和3年）を最後に中断される。さらに直哉は1929年（昭和4年）から1933年（昭和8年）にかけて「リズム」などの随筆を除き休筆をしている。当時の文壇におけるプロレタリア文学を重んじる風潮への不満も休筆の一因とされる。この休筆期間中、直哉は里見弴と一緒に満州・天津・北京を旅行している。直哉にとって初めての国外旅行であった。この旅行は南満州鉄道からの招きによって実現し、満鉄が旅費を負担するのと引き換えに直哉らが新聞か雑誌に満州を紹介する記事を書く約束がなされていた。しかし里見が詳細な紹介記事を執筆したこともあり、直哉は紹介記事を書かず、代わりに満州旅行をする動機となったエピソードを小説として執筆した。それが「万暦赤絵」であり、この作品で直哉は創作活動を再開した。1934年（昭和9年）には「日曜日」「朝昼晩」「菰野」「颱風」といった作品を立て続けに発表した。1937年（昭和12年）には中断していた「暗夜行路」を完結させた。

### 再び東京
1938年（昭和13年）3月、東京の淀橋区諏訪町の貸家に引っ越す。奈良での生活を気に入っていた直哉だが、男の子の教育は東京で受けさせたいと2年前に直吉に学習院の編入試験を受けさせ、妹の実吉英子宅に預けて通わせていた。まず1937年（昭和12年）10月、康子夫人が留女子・田鶴子・貴美子を連れて上京し、直吉と貸家に入居。翌年3月、女学校を卒業した寿々子・万亀子と直哉が合流した。
1937年（昭和12年）9月、改造社から『志賀直哉全集』9巻の刊行が始まり翌年6月完結する。直哉は最終回配本の月報に寄せた「全集完了」の短文で「私は此全集完了を機会に一ト先づ（ひとまず）文士を廃業し、こまこました書きものには縁を断りたいと思ふ」と作家活動からの廃業を宣言する。直哉は支那事変に始まる日本の優位な戦局報道に立腹しており、物を書こうとしても不満が文面に出そうで書けなかった。下落合に仕事用のアパートを借りた直哉は油絵に熱中し、憂鬱な気分から救われる。1939年（昭和14年）前後は胆石に苦しむ。1940年（昭和15年）5月、世田谷区新町に家を買い引っ越す。奈良の家を売って引っ越した新居を直哉は大変気に入り執筆活動を再開。1941年（昭和16年）、直吉との京都・奈良・北陸旅行の経験を綴った「早春の旅」を発表する。
太平洋戦争中の1942年（昭和17年）2月17日、直哉の「シンガポール陥落」がラジオで朗読放送され『文藝』3月号にも再録される。日本放送協会からの依頼によって書かれたもので、シンガポールの戦いの勝利を称えた内容だった。だがその直後、鈴木貫太郎の「日本は勝っても負けても三等国に下る」という発言を鈴木家に出入りしていた門下の網野菊から聞かされ、それから終戦まで3年半、ほとんど沈黙していた。このことは戦後に発表した随想「鈴木貫太郎」に記されており、鈴木内閣によって戦争が終わることを期待していたという。また戦時中、広津和郎が近所に住んでいて頻繁に訪問していたが、広津は「話すことは殆んど始終同じことであった。何という見通しのない戦争を始めてしまったものかということ、一刻も早くこの戦争を止めて貰いたいということ」と述べており、沈黙している間に反戦論に転じていたと考えられる。
敗戦が近づくと直哉は外務大臣（当時）の重光葵の意向を汲み、安倍能成、加瀬俊一、田中耕太郎、谷川徹三、富塚清、武者小路実篤、山本有三、和辻哲郎とともに「三年会」を結成する。これは敗戦後の国内の混乱阻止を目的に話し合う会だった。この「三年会」は戦後「同心会」に発展するが、直哉も含めた「同心会」のメンバーは雑誌『世界』の創刊に深く関わることになる。

### 晩年

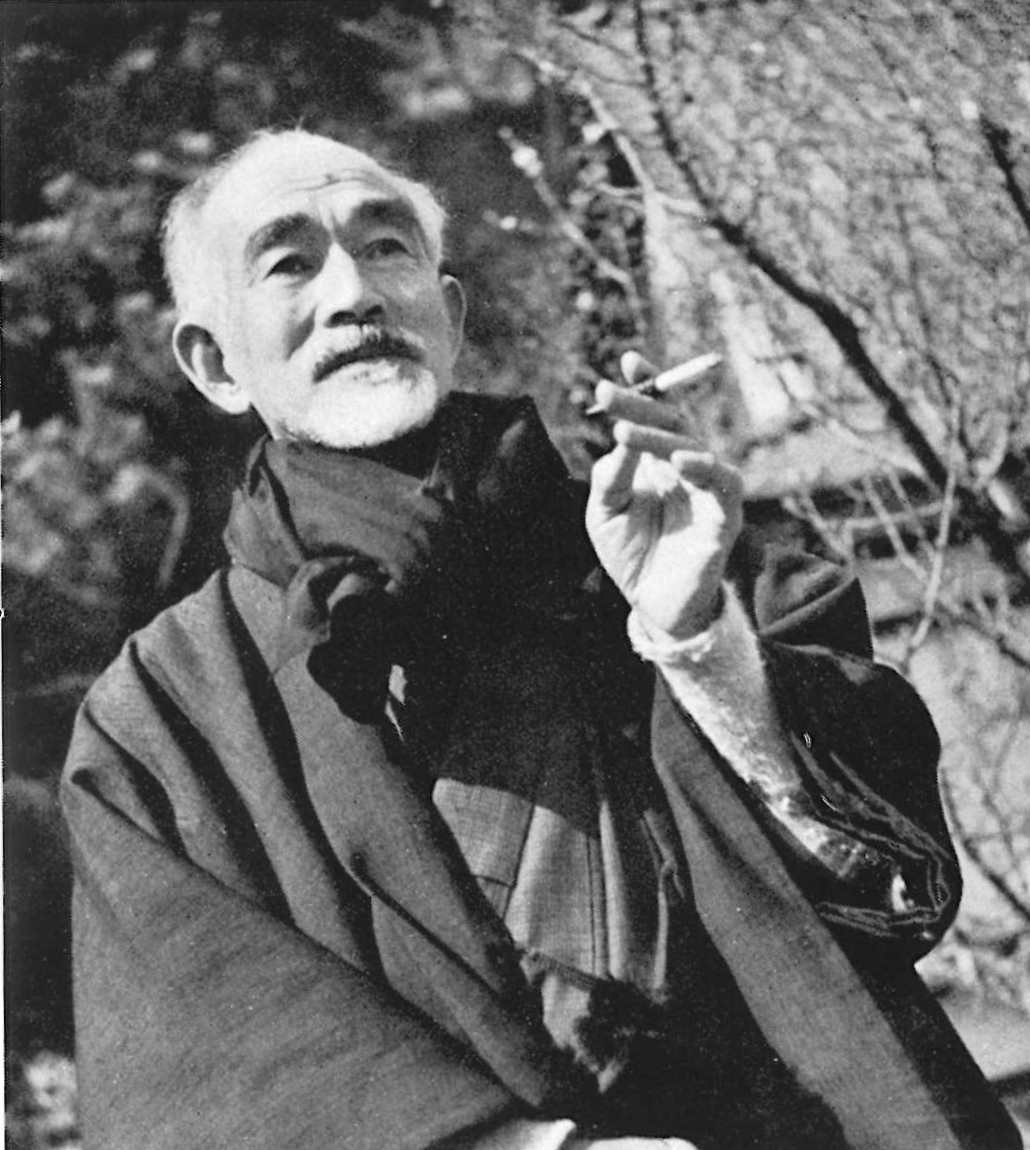
晩年の志賀直哉

戦争が終わると直哉は作家としての活動を再開、世田谷新町の地から作品を次々と発表した。1946年（昭和21年）、自ら立ち上げに関わった雑誌『世界』の創刊号に「灰色の月」を発表。敗戦直後の東京の風景を描いたこの作品は久々の話題作となった。また「天皇制」「鈴木貫太郎」「国語問題」といった時事エッセイも残している。1947年（昭和22年）には日本ペンクラブの会長に就任。同クラブが主催した講演会にも、その挨拶文として時事エッセイ「若き世代に愬ふ」を提供し聴衆に強い感銘を残す。しかし焼け野原の東京での暮らしに嫌気が差したこともあり、1948年（昭和23年）、直哉はペンクラブ会長の任期途中で熱海市大洞台の山荘に移住。以後、東京に顔を出すことが少なくなる。熱海の地で直哉は「山鳩」や「朝顔」といった作品を残した。1949年（昭和24年）には、親交を深めていた谷崎潤一郎と共に文化勲章を受章する。
1950年（昭和25年）9月16日、昭和天皇の招きで開かれた座談会に田中耕太郎、小泉信三、安倍能成とともに出席した。
1952年（昭和27年）、古希を迎えた直哉は柳宗悦、濱田庄司と念願のヨーロッパ旅行に出発する。当初、毎日新聞社が「本社文化使節団」として旅費を負担する話を進めていたが、新聞社に口出しされることを嫌った直哉は自腹で旅費を工面した。ヴェニスの国際美術祭に参加する梅原龍三郎も合流し、5月31日に羽田空港から出発しローマに到着。イタリア各地の史跡や美術館を巡り19日間滞在。その後、パリ、マドリッド、リスボンと美術鑑賞の旅を続けるが直哉は体調を崩し、ロンドンでは寝たり起きたりの状態になる。北欧とアメリカにも行く予定であったが、帰国する梅原に合わせて飛行機に乗り8月12日帰国した。東京の直吉の家で4日間休み熱海に戻る。門人たちに語った旅の感想は「命からがら帰ってきたよ」だった。
1955年（昭和30年）渋谷常盤松に居を移した。同年、岩波書店から『志賀直哉全集』の刊行が始まるが常盤松時代の直哉は一層寡作となった。1958年（昭和33年）には時事問題を扱った2本の文章を執筆。2月には紀元節復活の議論に関する自身の意見を朝日新聞に発表。11月には松川裁判を追っていた門下の広津和郎への信頼感から、『中央公論』緊急増刊『松川裁判特別号』にその「巻頭言」を寄せている。しかし以後、直哉は正月用の頼まれ原稿程度のものしか執筆しなくなる。1969年（昭和44年）の随筆「ナイルの水の一滴」（2月23日朝日新聞PR版）が最後の作家活動になった。

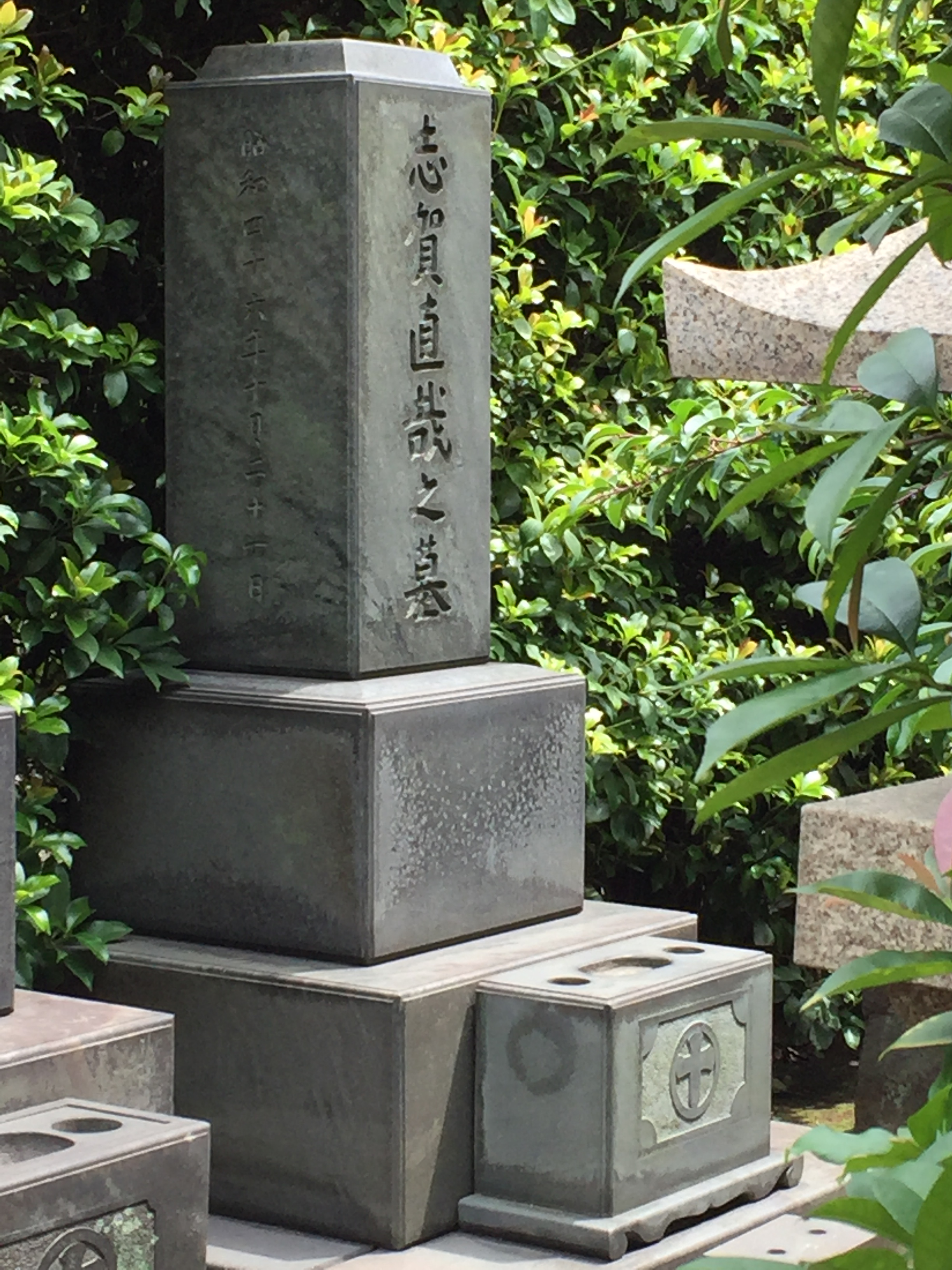
志賀直哉の墓標（青山霊園）

1971年（昭和46年）10月21日午前11時58分に肺炎と老衰により関東中央病院で没した。23日に代々幡斎場で荼毘に付され、26日に青山葬儀所での葬儀・告別式は本人の希望により無宗教式で執り行われた。国立音楽大学ピアノ科在学中の孫娘・柳美和子（四女万亀子の娘）がピアノ演奏するなか、葬儀委員長の里見弴が弔辞を述べ、東大寺の上司海雲と橋本聖準が読経、その後参列者による献花が行われた。また葬儀に駆けつけた86歳の武者小路実篤が、急遽原稿なしで遺影に語り掛けるように弔辞を述べたが細々とした声で聞き取れた者はいなかった。遺骨は濱田庄司制作の骨壺に納められ青山霊園に葬られたが、1980年（昭和55年）に盗難に遭って行方不明となっている。

### 死後
1996年（平成8年）次男の直吉が多くの原稿類を日本近代文学館に寄贈 、2016年（平成28年）にも書簡や写真が寄贈された 。一時期居住していた我孫子市にある白樺文学館は直哉の原稿、書簡、ゆかりの品を公開している。なお遺族と弟子の申し合わせにより、芥川龍之介の「河童忌」、太宰治の「桜桃忌」のような命日に故人を偲ぶ集まりは行われていない。

## 評価
「写実の名手」であり、鋭く正確に捉えた対象を簡潔な言葉で表現しているとの定評がある（高橋英夫）。無駄を省いた文章は、文体の理想のひとつと見なされ高い評価を得ている。このことから直哉の作品は文章練達のための模写の題材にされることもある。当時の文学青年から崇拝され、代表作『小僧の神様』にかけて「小説の神様」に擬せられていた。
芥川龍之介は文学評論「文芸的な、余りに文芸的な」のなかで、「通俗的興味のない」「最も詩に近い」「最も純粋な小説」を書く日本の小説家は志賀直哉であると述べている。その上で以下のように直哉を論じている。「志賀直哉氏はこの人生を清潔に生きてゐる作家」であり、作中には「道徳的口気（こうき）」「道徳的魂の苦痛」が垣間見えるとしている。またその写実的な文章を高く評価し「リアリズムの細さいに入つてゐることは少しも前人の後に落ちない」「（細密な描写によりリアリズムを実現するという）効果を収めたものは…写生の妙を極めないものはない」と賞賛している。さらに「焚火」や「真鶴」といった作品を挙げつつ「リアリズムに東洋的伝統の上に立つた詩的精神を流しこんでゐる」として、その東洋的詩精神をも賛美している。
菊池寛は「志賀氏は現在の日本の文壇では、最も傑出した作家の一人だと思っている」と直哉を絶賛している。さらに、直哉をリアリストとした上で「（志賀）氏のリアリズムは、文壇における自然派系統の老少幾多の作家の持っているリアリズムとは、似ても似つかぬ」ものであると述べている。その理由として「厳粛な表現の撰択」がなされていること、内容に「ヒューマニスチックな温味」があることを挙げている。
辻邦生は直哉の散文を「その詩的完璧さと清澄度において…一つの頂点を形づくっている」と評価している。また、直哉の文章の根底には「物を正確に見る視線」があることを指摘している。文章を学ぶために直哉の作品を筆写した際、辻は「物の形、色、動きを、純粋な視覚になったようにして追ってゆく志賀直哉の澄んだ眼差しに…生理的なよろこびを味わっていた」という。
加賀乙彦は「小僧の神様」や「清兵衛と瓢箪」、「網走まで」「出来事」「暗夜行路」といった作品を例に挙げ、直哉が子供の動作や表情を鮮やかに描写していることに感心している。また、直哉の文学を「共感の文学」と呼び「他者への共感の強さが志賀直哉の小説を、それが一人の男の視点で書かれながらも広く深く他者の世界を描き出すもとい（＝根幹）」であるとしている。
一方で、戦時中「シンガポール陥落」等で戦争を讃美するかのような発言を残したことが、太宰治の「如是我聞」などによって攻撃された。ただ、シンガポール陥落の際は谷崎潤一郎など多くの文学者が祝意を表している上、同じ白樺派の武者小路実篤や高村光太郎らがかなり積極的な戦争協力の姿勢を示したのと比べると、特に目立つほどのものではなかった。実際、1946年（昭和21年）から小田切秀雄らによって文学者の戦争責任が追及されたとき、武者小路や高村はいち早く槍玉に上がったが、直哉は対象とされていない。なお、1955年の岩波書店版の全集編纂の際、「シンガポール陥落」を収録すべきかどうかが問題になったが、直哉自身が「今さら削るのは卑怯だ」と発言したという 。

## 人物像・エピソード

### 人物
無宗教家で家には神棚も仏壇も置かなかった。柳宗悦からもらった木喰の薬師如来像を持っていたが、信仰の対象ではなかった。また迷信や祟りも一切信じなかった。赤城山にいた頃、散歩の途中で道端にあった石地蔵を蹴り倒したことがあった。我孫子に移ってから慧子、直康の急逝、直哉も坐骨神経痛で寝込むなど不幸が続き、康子夫人が石地蔵を起こして供養してもらおうと提案した。だが直哉はいずれ体は良くなる、供養して良くなったと思い込むと家の中にずるずるべったり曖昧なものが入り込むと拒否した。
挨拶代わりに「失敬」をよく使った。これは「こんにちは」「いらっしゃい」「初めまして」「失礼します」「さようなら」まですべて含んだ直哉独特の挨拶だった。ただし家族には使わなかった。
直哉本人は乱暴な言葉を使うこともあったが、娘たちへの言葉遣いへのしつけは厳しかった。戦後、世田谷新町の家に高橋信之助（「新しき村」会員）一家が居候していた時、五女の田鶴子が妻の知子と話して戻ってきたあと、「知子さんてほんとうに滑稽な方ね」と言ったところ直哉は激怒し「人の細君に対して滑稽な人という言い方は無いよ。失敬だ。すぐ行って謝ってこい。」と言われたため、田鶴子は知子の部屋に行き「大変に失礼なこと申しましてごめん遊ばせ」と謝った。

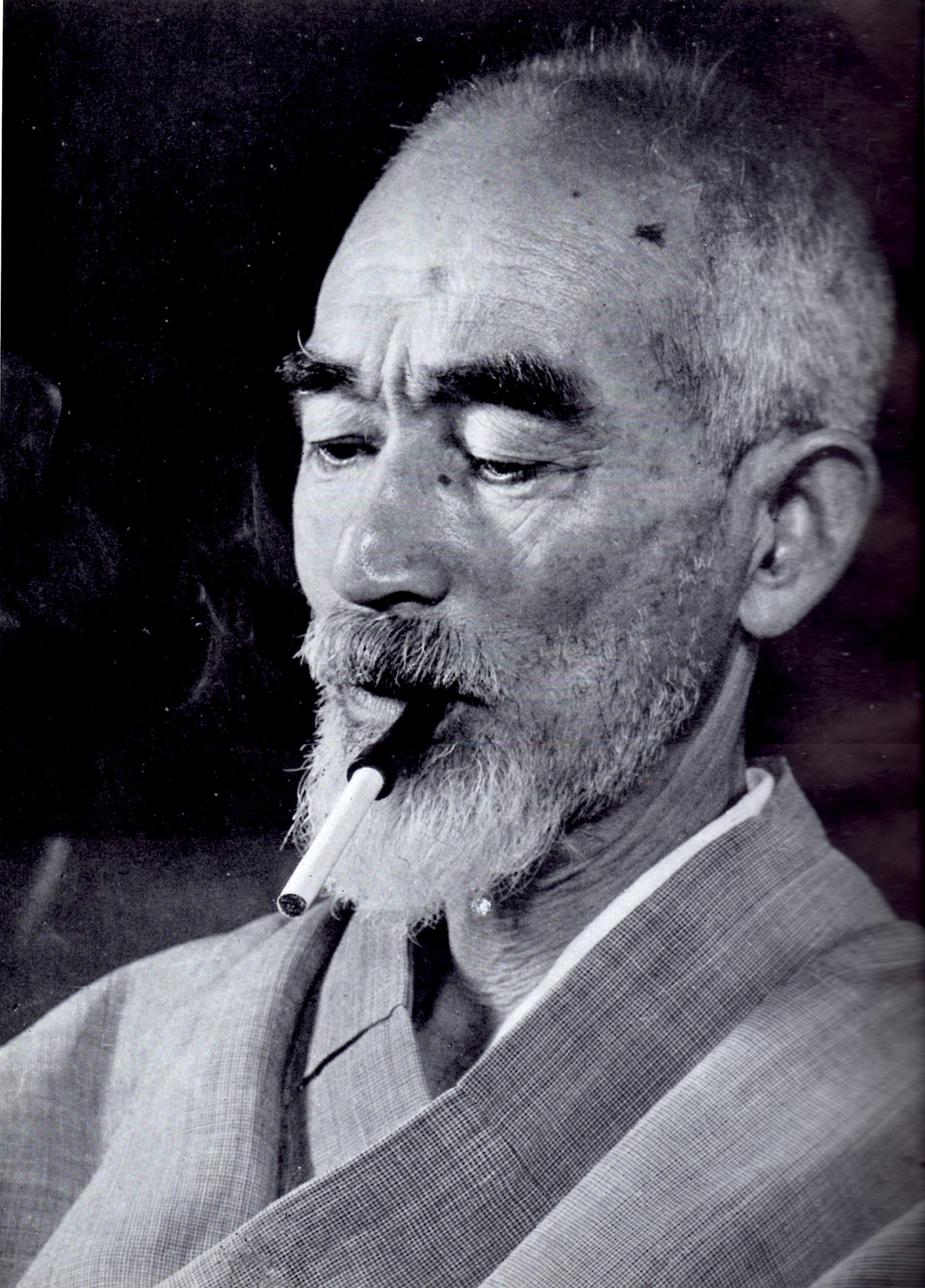
熱海の志賀直哉

写真家の田村茂が直哉を撮影するため熱海の自宅へ訪問したことがあった。直哉の家の周りは農家だったので、家の中にもハエが飛び回っていた。しかし直哉は撮影中にハエが頭に止まっても気にすることはなく、平然と煙草を吸っていた。田村は直哉の頭にハエが止まった瞬間を「これだ」と思って撮影して出版した。田村によると、この写真は直哉の些細なことでは動じない性格をよく表しており、見る人に対して直哉の悠揚たる物腰を伝えたかったという。

### 趣味
中等科6年生の頃、歌舞伎に夢中になり歌舞伎座や明治座に通った。日曜日の朝に人力車で内村鑑三の家に乗りつけ、車を待たせて講義を聞いたあと、また人力車に乗って芝居小屋に行き、人を雇って取らせた良い席で一日観劇を楽しんだ。車代は義母の浩が父親の直温に見つからぬようこっそり支払っていたという。
映画好きでもあった。特に怪盗映画『ジゴマ』、シュトロハイムの大作『愚なる妻』、バレエ映画『赤い靴』は何度も見るほど好きだった。お気に入りの女優はマレーネ・ディートリヒ、グレタ・ガルボ、原節子、京マチ子、高峰秀子だった。原節子との対談ではダニエル・ダリューが好きだと語っている。また小津安二郎とは個人的に親交があったが、その戦後の映画はほとんど鑑賞していた。小津作品を「非常に画面が美しい」と評価していた。ただ、創作において直哉が映画から刺激や影響を受けることはなかったという。奈良時代には瓦堂町にあった映画館・中井座をたびたび訪れた記録を志賀日記に残している。
囲碁は打たなかったが将棋は指した。棋士の加藤一二三によれば、筋違い角を好んだという。
柔道に一家言があったようで、1964年東京オリンピック柔道競技をテレビで観戦し、無差別級決勝で神永昭夫（富士製鐵）がアントン・ヘーシンク（オランダ）に敗れた際には「（神永君は）体力の差で勝てそうもないように思った。永岡さんのような人だったらどうだっただろうか」というコメントを残している。
学習院中等学科1年の頃から柔道を学んでおり、後に内村鑑三の思想に共感して柔道や他のスポーツから離れる道を選ぶまでは数年は鍛錬を続けている。当時の学習院の柔道の指導者には富田常雄の父である講道館四天王の富田常次郎や、鈴木鐵藏、佐竹信四郎がおりそれらの指導を受ける。同級の徳川慶久や後輩の柳生基夫、また有島生馬、松方正熊などと切磋琢磨し、定期的に高等師範学校の付属との対抗試合が行われ、広田弘毅も旧名・丈太郎時代に試合に参加していたという。入来重彦や指導に訪れていた前田光世や永岡秀一とも練習経験があるという。志賀の息子・志賀直吉も学習院の柔道選手として活躍しており、その柔道をやっている姿勢などは父・直哉自身とそっくりであったと毛利元雄や伊藤鉄五郎からも言われていたという。
エピソードとしては当時はまだ柔道着の袖も短く下履きも膝上までしかないものであった時期に、志賀は膝の怪我の養生・予防の為にズボンのような長いのをはいて稽古をやった時があり、後に改良される柔道着を先駆けていた事を語っている。

### 交友関係
学習院以来の友人である武者小路実篤、細川護立、柳宗悦、里見弴らの他、谷崎潤一郎、梅原龍三郎、安倍能成、和辻哲郎、安井曽太郎、谷川徹三、高田博厚、小林多喜二など多くの知識・文化人との交流があった。その動静は残された多くの日誌や書簡にみることができる。また、瀧井孝作、尾崎一雄、 広津和郎、網野菊、藤枝静男、島村利正、直井潔、阿川弘之らの作家が、直哉に師事し交流を持った（関連人物も参照のこと）。

### 引越し魔
談話『転居二十三回』によれば生涯23回引っ越しをしたという。実際、直哉は以下のように住む場所を頻繁に変えている。
| 居住開始年月 | 居住地                       |
| ------------ | ---------------------------- |
| 1883年02月   | 宮城県牡鹿郡石巻町           |
| 1885年02月   | 東京府東京市麹町区内幸町     |
| 1890年04月   | 東京府東京市芝区芝公園地     |
| 1897年07月   | 東京府東京市麻布区三河台町   |
| 1912年11月   | 広島県尾道市土堂町           |
| 1913年12月   | 東京府荏原郡大井町           |
| 1914年05月   | 島根県松江市                 |
| 1914年09月   | 京都府京都市上京区南禅寺町   |
| 1915年01月   | 京都府京都市上京区一条御前通 |
| 1915年05月   | 神奈川県鎌倉郡鎌倉町         |

| 居住開始年月 | 居住地                           |
| ------------ | -------------------------------- |
| 1915年05月   | 群馬県勢多郡富士見村             |
| 1915年09月   | 千葉県東葛飾郡我孫子町           |
| 1923年03月   | 京都府京都市上京区粟田口三条坊町 |
| 1923年10月   | 京都府宇治郡山科村               |
| 1925年04月   | 奈良県奈良市幸町                 |
| 1929年04月   | 奈良県奈良市高畑町               |
| 1938年04月   | 東京府東京市淀橋区諏訪町         |
| 1940年05月   | 東京府東京市世田谷区新町         |
| 1948年01月   | 静岡県熱海市稲村大洞台           |
| 1955年05月   | 東京都渋谷区常磐松町             |

### フランス語国語論
1946年（昭和21年）、直哉は『改造』4月号に「国語問題」というエッセイを発表する。
直哉は40年近い文筆生活の中で、日本の国語が不完全であると痛感したとして「日本は思ひ切って世界中で一番いい言語、一番美しい言語をとって、その儘、国語に採用してはどうかと考へてゐる。それにはフランス語が最もいいのではないかと思ふ。」と提言する。直哉はフランス語を話せなかったが「文化の進んだ国であり、小説を読んでみても何か日本と通ずるものがあると思はれる」という根拠でフランス語を推した。日本語の文章においては随一の作家であると評価されていた直哉のこの意見に、読者は戸惑い議論となった。
直哉の門人である河盛好蔵や辰野隆は「失言」ととらえており、他の門人たちも特に触れた文章を残していない。阿川弘之の調査によれば、エッセイ発表後、学者や文人が反論した文章はほとんど見つからないという。福田恆存・土屋道雄による『國語問題論爭史』（1962年、新潮社）では、直哉のフランス語国語論は世間の注目を浴びたが、真面目に受け取られることなく流されてしまったと書いている。大野晋は若い頃から志賀直哉の作品を愛読しており、「小説の神様」が日本語を見捨てようとしたことに大変ショックを受けたが公に反論を書いてはいない。大野は『日本古典文学大系』の編集担当だった直哉の息子・直吉に直哉の発言の真意を問いただしたところ、直吉は、日本の文学が読まれない、わかってもらえないのは日本語が特殊なせいで、フランス語のような国際語で書かれていればという考えがあったのではないかと答えたという。
批判者の代表として丸谷才一、三島由紀夫を挙げることができる。これに対して蓮實重彦は『反=日本語論』や『表層批評宣言』などにおいて直哉を擁護した。
戦後、直哉が閉口していたのは原稿を当用漢字や現代仮名遣いに修正されることで「原文のまま載せてくれない新聞雑誌には書かぬことにする」（展望、1950年3月号）と宣言している。

## 年譜
- 1883年（明治16年）2月20日　陸前石巻（現在の石巻市住吉町）に、銀行員の父直温（なおはる）の次男として生まれる（長男・直行は夭折）。祖父直道は旧相馬中村藩士で二宮尊徳の門人。母銀は伊勢亀山藩士の佐本源吾の4女。
- 1885年（明治18年）　両親と上京、祖父母と同居。
- 1889年（明治22年）　学習院の初等科へ入学。
- 1895年（明治28年）　学習院の中等科へ進学。
  - 8月30日、母の銀が妊娠中病死。
  - 秋、父の直温が、漢学者高橋元次の長女・浩（こう）と再婚。その後直哉に弟一人、妹5人が生まれる。
- 1901年（明治34年）
  - 夏から内村鑑三の元に通う。
  - 足尾銅山鉱毒事件の見解について、父と衝突。以後の決定的な不和のきっかけとなる。
- 1902年（明治35年）　中等科2度目の落第。武者小路実篤と同級になる。
- 1906年（明治39年）　東京帝国大学英文学科へ入学。
- 1907年（明治40年）　父と結婚についての問題で再度衝突。
- 1908年（明治41年）
  - 処女作となる「或る朝」を執筆。
  - 回覧雑誌『望野』を創刊。
  - 英文学科から国文学科へ転科したものの、大学に登校しなくなる。
- 1910年（明治43年）
  - 『白樺』を創刊、「網走まで」を発表。
  - 東京帝国大学を中退。徴兵検査を受け甲種合格。市川の砲兵連隊に入営するが、8日後に除隊。
- 1911年（明治44年）
  - 12月、武者小路実篤と衝突　『白樺』に絶縁状を出す。実篤の謝罪と説得で思いとどまるが、白樺同人とのつきあいに不愉快を感じるようになる[113]。
- 1912年（大正元年）　「大津順吉」「正義派」「母の死と新しい母」を発表。
  - 10月、父との不和が原因で東京を離れ広島県尾道市に渡る。
- 1913年（大正2年）　「清兵衛と瓢箪」「范の犯罪」を発表。
  - 8月15日、上京した際に山手線にはねられ重傷を負うも12日後退院。
  - 10月、城崎温泉に3週間滞在。
  - 11月、尾道に戻るが中耳炎のため東京に戻る。
  - 12月末日、武者小路実篤を介して夏目漱石から東京朝日新聞の連載小説を依頼される。
- 1914年（大正3年）
  - 正月、夏目漱石を訪問。
  - 5月から松江に移り小説を執筆するも断念。7月、上京して漱石に連載辞退を申し出る。以後休筆。
  - 12月21日、父親の反対を押し切り勘解由小路康子（武者小路実篤の従妹）と結婚。武者小路家で結婚式を挙げる[114]。
- 1915年（大正4年）　柳宗悦にすすめられて千葉県我孫子町に移住。
- 1916年（大正5年）　長女慧子(さとこ)誕生するも夭折[114]。
- 1917年（大正6年）　次女留女子（るめこ）誕生[114]。
  - 執筆活動再開。『白樺』5月号に「城の崎にて」を発表[115]。
  - 8月、父との不和が解消される。「和解」を執筆。
- 1919年（大正8年）　長男直康誕生するも夭折[114]
- 1920年（大正9年）　「小僧の神様」「焚火」を発表。三女寿々子誕生[114]
- 1921年（大正10年）　「暗夜行路」の前篇を発表。祖母留女死去[114]
- 1922年（大正11年）　「暗夜行路」後篇連載開始。四女万亀子誕生[114]
- 1923年（大正12年）
  - 3月、京都粟田口へ移住。尾崎一雄、網野菊らが訪問。
  - 10月、山科へ移住。「雨蛙」完成。
- 1925年（大正14年）　奈良市幸町に移住。次男直吉誕生。
- 1929年（昭和4年）　上高畑に自邸を新築、移住。五女田鶴子誕生。この年から休筆。
- 1931年（昭和6年）　11月、訪ねて来た小林多喜二を宿泊させ懇談。
- 1932年（昭和7年）　六女貴美子誕生。
- 1933年（昭和8年）　5年ぶりの小説「万暦赤絵」を発表。
- 1935年（昭和10年） 養母・浩、脳溢血で死去。
- 1937年（昭和12年）「暗夜行路」の後篇を発表し完結させる。
- 1938年（昭和13年）　東京の高田馬場に移住。改造社『志賀直哉全集』最後の月報で文士廃業宣言。
- 1940年（昭和15年）　世田谷新町に引っ越し。
- 1941年（昭和16年）　「早春の旅」で文筆活動再開。
- 1942年（昭和17年）　「シンガポール陥落」「龍頭蛇尾」を最後に終戦まで休筆。
- 1947年（昭和22年）　日本ペンクラブ会長に就任。
- 1948年（昭和23年）　熱海市大洞台の山荘に移住。
- 1949年（昭和24年）　文化勲章を受章。
- 1952年（昭和27年）　柳宗悦、濱田庄司らとヨーロッパ周遊旅行。
- 1955年（昭和30年）　渋谷区常盤松に自邸新築、移住。
- 1971年（昭和46年）　10月21日、死去。

## 系譜
志賀家に伝わる家系図によれば、近江国志賀城主の1万石の大名、志賀直為が一族の祖であるという。ただし直哉は「ほんとうかどうか、怪しいもんだよ」と言っている。直為の二代あとの志賀甚兵衛直久は上総国の土屋利直の家来となっており禄高200石の侍に格下げされている。その跡継ぎの志賀三左衛門直之の代に土屋家から相馬中村藩に養子に入った相馬忠胤の側近として一家で相馬に移住。以後志賀家当主は代々三左衛門を名乗る。直之から七代あとの当主が直哉の祖父直道である。
祖父・志賀直道
1827年、磐城国相馬中村の城下町に生まれる。明治維新後は福島県の大参事という役職についていたが、困窮していた相馬家から請われ、月給25円の家令（事務、会計）を勤める。二宮尊徳の弟子でもあり、相馬家立て直しのため、開田、米穀販売事業を始め、相馬藩の産米を古河市兵衛の小野組糸店が扱ったことをきっかけに、小野組に金を預けて相馬家の資産を増やし、古河に資金提供して足尾銅山経営にも関わった（のち渋沢栄一も参加）。相馬家の親戚である織田子爵家（旧・天童藩）、松前家、室賀家、菅沼家、佐竹家も経済支援した。気性の激しい妻・留女と対照的に、無口で温厚な性格だった。相馬事件では、旧藩主を軟禁毒殺した疑いで告訴され70余日拘留されたが、拘留中の出来事は一切話さなかったという。晩年は禅学に親しんだが食道癌を発症し、1906年1月13日に数え80歳で死去。
祖母・留女（るめ）
相馬家の家臣・木村惣左衛重基の娘。直道に嫁いでからは自家製の味噌やどぶろくを近所に売って家計を支えた。働き者で気性も激しかった。直哉の妹の英子によれば、文盲であったという。1921年8月16日、数え86歳で死去。
父・志賀直温
磐城国宇多郡中村（現在の福島県相馬市）に生まれる。16歳のとき山岡鉄舟の元に剣術修行に出たのを皮切りに各地の私塾を転々とし1876年（明治9年）6月、慶應義塾を卒業。1880年（明治13年）第一国立銀行に就職。1885年（明治18年）同行を退職後、文部省会計局の下級役人となる。1890年（明治23年）文部省を非職（休職）。1893年（明治26年）40歳で文部省を非職満期（正式に辞職）となると、相馬藩士の青田綱三と総武鉄道会社の創立に参加し会計を担当。のちに専務取締役を務める。帝国生命保険、武蔵電気鉄道、相模水力電気、札幌木材、豊前採炭、日本醋酸の7社に取締役として関与。実業家として成功しても無駄遣いはせず、蓄財に努め、志賀家を栄えさせようとした。晩年は交詢社に毎日通い牧野伸顕や松方正作（松方正義次男）と碁を打つという優雅な生活だった。
母・銀
亀山藩の上屋敷があった江戸下谷の御成道に、6人兄弟の五女として生まれる。16歳で直温と結婚。姑の留女に息子の直哉を取り上げられるなど苦労する。1895年（明治28年）13年ぶりに妊娠するが悪性のつわりのため8月30日に数え33歳で死去。
養母・浩（こう）
天童藩織田家に仕えた漢学者高橋元次の娘。23歳で直温の後妻として嫁ぎ、一男五女をもうける。仲たがいした直哉と直温を和解させようと気苦労を重ねた。実子の直三によれば、「継母の継子いじめってことは世の中にあるけれど私の場合はそれが逆になってしまった」と嘆いていたという。晩年、直哉の住む奈良に転居するが、直三の行状に悩まされ、脳溢血で死去。兄の高橋豊夫（広島高等師範学校教授）は東京大学数学科卒業生第一号（1884年）。
妹・英子（ふさこ）
東京府立第三高女卒業後、海軍士官の実吉敏郎（海軍の軍医総監実吉安純の息子）と結婚。
弟・直三
幼稚舎から大学予科まで慶應義塾で学ぶ。学生時代から飲酒・夜遊びと不良行為が絶えず留学させられる。アメリカでマサチューセッツ工科大学、イギリスでケンブリッジ大学に入学するがどちらもすぐに退学し、競馬や女遊びに耽溺。6年後、義兄の実吉敏郎に連れ戻される。帰国後、伯爵副島道正の娘・順子（のぶこ）と結婚。文部省社会教育課で教育映画製作の仕事に就く。直温亡き後は相続を巡って直哉たちと反目、以後放蕩の限りを尽くし、奈良に引っ越した実母・浩の家や直哉の家にも高利貸しや暴力団が押し掛けることとなる。昭和8年、直三は詐欺罪で2年3ヶ月に渡る収監となり、出所前に浩が死去。その後直三は華道・慈草流の家元、茶道・宗徧流では志賀幽荃を名乗り、風雅の世界に生きる。自伝『阿保傳』（新制社、1958年）を出版している。
妹・淑子（よしこ）
英子と同じ第三高女卒業後、元会津若松藩の家臣・山際家出身の山際太郎と結婚。
妹・隆子
英子と同じ第三高女卒業後、第三代住友総理事の鈴木馬左也の長男愨太郎と結婚。
妹・昌子
聖心女子学院卒業後、鈴木馬左也の三男乾三と結婚。
妹・禄子
香蘭女学校卒業後、大倉商事の社員（のちに社長、会長）伊藤英次郎と結婚。結婚式では亡くなった直温の代わりに直哉が父親役を務めた。
はとこ・志賀直方
直道の兄、志賀直員正斎の孫。直哉の作品にしばしば「叔父直方」として登場している。直哉にとっては4歳上の又従兄になるが、両親が病死し、直道の養子となったために戸籍上は叔父である。直哉とは兄弟のように育ち、直哉と同時期に学習院に編入している。中等科卒業後は陸軍士官学校へ進み日露戦争に出征、右目を失う重傷を負う。軍籍を離れたのちは大日本連合青年団理事として政治活動をしながら、志賀家のもめごとの仲裁にあたった。
妻・康子（さだこ）
勘解由小路資承の長女（庶子）で武者小路実篤の母方の従妹。10歳から華族女学校に学ぶ。中等科の同級生にのちに女優になる東山千栄子がいた。家の事情で卒業2年前に退学。1908年（明治41年）、勘解由小路家の縁戚で男爵家の軍人川口武孝と結婚、娘・喜久子をもうけるが、夫が病死し未亡人となる。武者小路夫妻の紹介で直哉と見合いし結婚。喜久子は武者小路夫妻が養女にしている。癇癪もちで時に暴力をふるう直哉を辛抱強く支えた。直哉の門人たちにも慕われており、河盛好蔵は「日本三名夫人の一人（他二人は小泉信三、辰野隆の妻）」と評した。
長女・慧子（さとこ）
我孫子に移住してから一年後の1916年（大正6年）6月7日に東京の病院で生まれる。直哉と絶縁中の直温も初孫の誕生を喜び、病院に顔を見にいき、出産費用も出した。我孫子に帰ってからも祖母の留女にまた東京に連れてくるよう言われ、汽車で上京したが帰宅後、様子がおかしくなり、7月31日、腸捻転で急死した。直哉は赤ん坊を汽車に乗せたのが原因と思い込み、以後子供の扱いに厳しくなる。
次女・留女子（るめこ）
1917年（大正6年）7月23日我孫子で誕生。汽車に乗せずに済むように自宅出産で生まれた。直哉は祖母の留女に名付けを頼んだが、良い名を思いつかないので自分の名はどうかと言われたので、子の字をつけて留女子となった。直哉は今度こそ無事に育てようと外出や食べ物を制限し、その過保護ぶりは周囲でも有名だった。奈良女子高等師範学校附属高等女学校卒業後、1940年に男爵長與又郎の長男・太郎と結婚するが9か月で離婚し、柳宗悦の妻で声楽家の柳兼子の紹介で、ピアニスト（のち国立音楽大学学院長）の土川正浩と再婚し、二人の娘をもうける。
長男・直康
1919年（大正8年）6月2日に生まれ、36日後の7月8日丹毒で早逝。
三女・寿々子
1920年（大正9年）5月31日に生まれる。留女子と同じ奈良女高師附属女学校卒業。身長172センチの大柄な娘だった。妻・康子の同級生東山千栄子の甥で、身長186センチでベルリンオリンピックにバスケットボールで出場し、農林省に勤務する中江孝男（祖父は鉱山開発などを行った中江種造、母親は料理研究家の中江百合子）と結婚。孝男は農林省退官後、祖父が大阪に起こした中江産業の役員となり、寿々子も関西に移住した。息子二人をもうけた。
四女・万亀子
1922年（大正11年）1月19日に生まれる。奈良女高師の附属幼稚園から附属小学校、附属女学校を卒業。柳宗悦の次男で美術史家の柳宗玄と結婚。娘一人、息子二人をもうける。
次男・直吉
1925年（大正14年）5月26日に奈良で誕生。奈良の小学校から5年生に進級する際、学習院に編入する。一人息子の将来に期待する直哉は「今大学なんか出て一体何になるかね」と大学進学をさせず高等科も中退させる。商人や月給取を嫌っていた直哉は、直吉に出版社をさせることを考え、岩波書店の小林勇の口利きで岩波に入社させ出版人の修行をさせる。しかし、小林から出版社経営の難しさを理由に反対されてあきらめている。直吉は日劇ダンシングチームのメンバーで台湾銀行初代ロンドン支店長の娘、佐藤福子と恋愛結婚。息子3人をもうける。岩波では、父親の志賀直哉全集編纂や日本古典文学大系の編集を担当、常務取締役まで勤め上げた。2019年5月21日、心不全で死去。
五女・田鶴子
1929年（昭和4年）10月13日に奈良に生まれる。日本女子大学附属豊明小学校から附属高等女学校に進学するが、直哉は「女の子が学校の勉強なんか大してする必要なし」という考えで、終戦前後の勤労奉仕も「馬鹿々々しい」と休ませて出席日数不足で退学する。子爵実吉安純の孫で三井化学の社員（のちに日本揮発油社長）山田伸雄と結婚。一男一女をもうける。
六女・貴美子
1932年（昭和7年）11月19日に奈良に生まれる。香蘭女学校に進むが病弱で欠席しがちだったために熱海へ引っ越したのを機に退学、伸び伸びと育てられた。戦後派らしい物怖じしない性格で、周囲からは島津貴子になぞらえ「志賀家のおすたさん」と呼ばれていた。男爵安場保和の孫で、AP通信・朝日新聞社で電気通信関係の仕事をしていた安場保文と結婚、一男一女をもうけた。

## 主な作品
カッコ内は発表年。参考文献内の記述・年譜などで言及されている作品が中心。発表後に改題された作品は改題後の題名を記載。
- 網走まで（1910年4月）
- 箱根山（1910年5月）
- 剃刀（1910年6月）
- 孤児（1910年7月）
- 彼と六つ上の女（1910年9月）
- 速夫の妹（1910年10月）
- 鳥尾の病気（1911年1月）
- イヅク川（1911年2月）
- 無邪気な若い法学士（1911年3月）
- 濁つた頭（1911年4月）
- ある一頁（1911年6月）
- 不幸なる恋の話（1911年9月）
- 襖（1911年10月）
- 老人（1911年11月）
- 祖母の為に（1912年1月）
- 憶ひ出した事（1912年2月）
- 母の死と新しい母（1912年2月）
- 大津順吉（1912年9月）
- 正義派（1912年9月）
- クローディアスの日記（1912年9月）
- 清兵衛と瓢箪（1913年1月）
- モデルの不服（1913年7月）
- 興津─川村弘の憶ひ出─（1913年8月）
- 出来事（1913年9月）
- 范の犯罪（1913年10月）
- 児を盗む話（1914年4月）
- 山の木と大鋸（1915年8月）
- 城の崎にて（1917年5月）
- 佐々木の場合（1917年6月）
- 小品五つ（1917年7月）
- 好人物の夫婦（1917年8月）
- 或る親子（1917年8月）
- 赤西蠣太（1917年9月）
- 和解（1917年10月）
- 鵠沼行（1917年10月）
- 荒絹（1917年11月）
- 或る朝（1918年3月）
- 十一月三日午後の事（1919年1月）
- 流行感冒（1919年4月）
- 断片（1919年11月）
- 或る男、其姉の死（1920年1月 - 3月）
- 小僧の神様（1920年1月）
- 或る一夜（1920年1月）
- 菜の花と小娘（1920年1月）
- 夢（1920年1月）
- 雪の日―我孫子日誌─（1920年2月）
- 焚火（1920年4月）
- 赤城にて或日（1920年7月）
- 真鶴（1920年9月）
- 暗夜行路（1921年1月 - 1937年4月）
- 寓居（1921年1月）
- 挿話（1922年6月）
- 廿代一面（1923年1月）
- 旅（1923年7月）
- 雨蛙（1924年1月）
- 偶感（1924年1月）
- 震災見舞（1924年3月）
- 転生（1924年3月）
- 子供四題（1924年4月）
- 木下利玄（1924年4月）
- 中座の「忠臣蔵」を観る（1924年4月）
- 郡虎彦君を憶ふ（1924年10月）
- 濠端の住まひ（1925年1月）
- 冬の往来（1925年1月）
- 梟（1925年1月）
- 黒犬（1925年1月）
- 矢島柳堂（1925年6月 - 1926年1月）
- 些事（1925年9月）
- 石榴（1925年9月）
- 山科の記憶（1926年1月）
- 弟の帰京（1926年1月）
- 革文函（1926年1月）
- 白銅（1926年1月）
- プラトニック・ラヴ（1926年4月）
- 痴情（1926年4月）
- 三条会の画家（1926年4月）
- 主我的な心持（1926年5月）
- 晩秋（1926年9月）
- 「光子」の著者（1926年9月）
- 過去（1926年10月）
- 死神（1926年10月）
- 山形（1927年1月）
- 親友（1927年1月）
- くもり日（1927年1月）
- 夢から憶ひ出す（1927年3月）
- 菊斎歿後（1927年4月）
- 沓掛にて─芥川君のこと─（1927年9月）
- 邦子（1927年10月 - 11月）
- 山鳥（1927年10月）
- 犬（1928年1月）
- 鳥取（1929年1月）
- 雪の遠足（1929年1月）
- 豊年虫（1929年1月）
- リズム（1931年1月）
- 大阪の役者（1931年3月）
- リーチのこと（1933年5月）
- 手帖から（1933年7月）
- 万暦赤絵（1933年9月）
- 『女の学校・ロベエル』を読む（1933年11月）
- 日曜日（1934年1月）
- 朝昼晩（1934年4月）
- 菰野（1934年4月）
- 颱風（1934年4月）
- 竹内勝太郎君（1935年12月）
- 青嗅帖（1937年4月）
- 叔父直方（1938年2月）
- 池の縁（1938年6月）
- 無題（1939年4月）
- 鬼（1939年5月）
- 泉鏡花の憶ひ出（1939年10月）
- 病中夢（1939年10月）
- 虫と鳥（1940年8月）
- 早春の旅（1941年1月）
- 内村鑑三先生の憶ひ出（1941年3月）
- 馬と木賊（1941年5月）
- 淋しき生涯（1941年7月）
- シンガポール陥落（1942年3月）
- 竜頭蛇尾（1942年6月）
- 五月蠅（1945年12月）
- 貴美子の先生（1946年1月）
- 銅像（1946年1月）
- 灰色の月（1946年1月）
- 鈴木貫太郎（1946年3月）
- 国語問題（1946年4月）
- 天皇制（1946年4月）
- 随想（1946年4月）
- 梅原竜三郎への手紙（1946年6月）
- 一年目（1946年8月）
- 兎（1946年9月）
- 蝕まれた友情（1947年1月）
- 愛読書回顧（1947年1月）
- 唯々諾々（1947年1月）
- 三浦環の死（1947年3月）
- 玄人素人（1947年3月）
- 若き世代に愬ふ（1947年8月）
- 猫（1947年10月）
- 牛の角（1948年1月）
- 奈良日記（1948年1月）
- 菊池寛の印象（1948年7月）
- 稲村雑談（1948年8月 - 1949年3月）
- 太宰治の死（1948年10月）
- 実母の手紙（1949年1月）
- 老夫婦（1949年1月）
- 動物小品（1949年3月）
- 楽屋見物（1949年7月）
- 秋風―戯曲―（1949年8月） - 川田順の老いらくの恋を題材にしたもの
- 奇人脱哉（1949年9月）
- わが生活信条（1949年10月）
- 末つ子（1950年1月）
- 山鳩（1950年1月）
- 山荘雑話（1950年1月 - 5月）
- 目白と鵯と蝙蝠（1950年4月）
- 昨夜の夢（1950年6月）
- 閑人妄語（1950年10月）
- 美術の鑑賞について（1950年10月）
- 妙な夢（1951年1月）
- 朝の試写会（1951年3月）
- 自転車（1951年11月）
- 中野好夫君にした話（1952年1月）
- S君との雑談（1952年7月）
- 私と東洋美術（1952年7月）
- ヨーロッパの旅（1952年11月 - 12月）
- 朝顔（1954年1月）
- いたづら─野尻抱影君に─（1954年4月 - 6月）
- 鴉の子（1954年11月）
- 草津温泉（1955年6月）
- 夫婦（1955年7月）
- 祖父（1956年1月 - 3月）
- 白い線（1956年3月）
- 耄碌（1956年3月）
- 八手の花（1957年1月）
- 待合室（1957年1月）
- 東京散歩（1958年1月）
- 紀元節（1958年2月）
- 私の空想美術館（1958年4月 - 5月）
- 雀の話（1959年1月）
- オペラ・グラス（1959年1月）
- 少年の日の憶ひ出（1959年1月）
- 加賀の潜戸（1959年5月）
- 東宮御所の山菜（1962年8月）
- 盲亀浮木（1963年8月）
- 老廃の身（1964年1月）
- 蓮花話（1965年6月）
- 雪のおもいで（1967年3月）
- ナイルの水の一滴（1969年2月）

## 刊行書籍

### 単行本
- 『留女』（洛陽堂、1913年1月）
- 『大津順吉』（新潮社、1917年6月）
- 『夜の光』（新潮社、1918年1月）
- 『或る朝』（春陽堂、1918年4月）
- 『和解』（新潮社、1919年4月）
- 『荒絹』（春陽堂、1921年2月）
- 『寿々』（改造社、1922年4月）
- 『暗夜行路　前篇』（新潮社、1922年7月）
- 『真鶴』（新しき村出版部、1924年3月）
- 『雨蛙』（改造社、1925年4月）
- 『網走まで』（新しき村出版部村の本、1926年2月）
- 『山科の記憶』（改造社、1927年5月）
- 『万暦赤絵』（中央公論社、1936年11月）
- 『映山紅』（草木屋出版部、1940年12月）
- 『早春』（小山書店、1942年7月）
- 『剃刀』（齋藤書店、1946年7月）
- 『豊年虫』（座右宝刊行会、1946年7月）
- 『矢島柳堂』（全国書房、1946年8月）
- 『革文函』（座右宝刊行会、1946年9月）
- 『蝕まれた友情』（全国書房、1947年7月）
- 『濁つた頭』（文藝春秋新社、1947年10月）
- 『好人物の夫婦』（太陽書院、1947年12月）
- 『灰色の月』（細川書店、1947年12月）
- 『奈良日誌』（天平出版部、1948年2月）
- 『蜻蛉』（スバル出版社、1948年3月）
- 『翌年』（小山書店、1948年3月）
- 『児を盗む話』（文藝春秋新社、1948年10月）
- 『雪の日』（新潮社、1948年11月）
- 『秋風』（創藝社、1950年1月）
- 『山鳩』（中央公論社、1951年2月）
- 『朝顔』（中央公論社、1954年8月）
- 『ポートレート』（朝日新聞社、1954年11月）
- 『八手の花』（新樹社、1958年6月）
- 『夕陽』（桜井書店、1960年9月）
- 『白い線』（大和書房、1966年2月）
- 『動物小品』（大雅洞、1966年5月）
- 『枇杷の花』（新潮社、1969年3月）
- 『玄人素人』（座右宝刊行会、1971年12月）
- 『白樺のころ』（ほるぷ出版、1972年12月）

### 全集
- 志賀直哉全集〈全9巻〉（改造社 1937 - 1938） - 『暗夜行路』前・後篇を初収録。
- 志賀直哉全集〈全17巻〉（岩波書店 1955 - 1956） - 新書版サイズの全集。子息直吉が編集、阿川弘之が編集同人で参加。
- 志賀直哉全集〈全14巻・別巻1〉（岩波書店 1973 - 1974） - 1984年に復刊、第15巻「補遺 書簡ほか」を増巻。
- 志賀直哉全集〈全22巻・補巻6〉（岩波書店 1998 - 2002）

## 関連人物
武者小路実篤
学習院中等科以来の友人。直哉らとともに『白樺』を創刊する。その後、直哉に続いて我孫子に住居を構える。2人の我孫子在住時を描いた「和解」の中で、直哉は武者小路を「彼は実際相手の内にあるよきものを抽（ひ）き出す不思議な力を持っていた。又彼は心と心の直接に触れ合う妙味をよく理解していた」と評している。武者小路が「新しき村」の建設のために我孫子を去った後も2人の交流は続いた。「暗夜行路」の冒頭には「武者小路実篤兄にささぐ」という献辞が記されている。晩年、直哉から手製の杖を贈られるが、そのとき武者小路は「歩く時この杖をつかうと志賀が一緒にいる気がすると思った」との言葉を残している。
夏目漱石
直哉は学習院高等科の頃から漱石の愛読者であり、1906年（明治39年）、東京帝国大学の英文学科に入学後、漱石の講義を聴講した。漱石は翌年3月に東大を退職しているので、漱石の東大における最終年度の教え子になる。直哉は東大で他の授業には殆ど出なかったが、漱石の講義だけは熱心に聴いており、武者小路実篤は「志賀や正親町や木下は夏目さんの講義に随分感心し、又よろこんでいた。殊に志賀はすっかり夏目さんずきになって、よく夏目さんの云った言葉を彼に話した」（「或る男」九十九章）という。1913年（大正2年）、処女創作集『留女』を漱石に贈ると、漱石は同年7月の『時事新報』紙上で「作物が旨いと思ふ念より作者がえらいといふ気が多分に起り候」と賞賛、同年12月に翌年の朝日新聞の長編連載を依頼した。一般的には無名に近い新人だった当時の直哉にとって異例の抜擢であり、漱石が彼の才能を極めて高く評価していたことを示す。直哉はそれまで書きかけていた「時任謙作」を出すつもりでいたが、書き悩んで1914年（大正3年）7月、漱石の元を訪れて辞退した。漱石は「徳義上は別として、芸術上には忠実である。自信のある作物でなければ公にしないと云ふ信念がある為であらう」と理解を示し、直哉には手紙で「御心配には及びません。他日、あなたの得意なものができたら、そのかわリ、ほかへやらずにこちらへください」と、寛容に返事している。直哉はそれから三年間作品を発表せずに漱石との約束を果たそうとしたが、その間に漱石は亡くなってしまう。だが、その後も直哉は執筆を放棄せず、「時任謙作」はやがて『暗夜行路』となって1937年（昭和12年）にようやく完成した。長編には不向きな作家であった直哉が「漱石依頼の長編」にこれほどのこだわりを見せたあたり、漱石の感化は極めて強いものであったと言える。直哉は「敬意を持ってゐたのは夏目漱石位のもので、鴎外でも藤村でも秋声でも眼中になく、先輩といふものは一人も作らず」等、色々なところで漱石に敬意を表している。武者小路実篤と同様、文壇に師を持たない主義であったため、いわゆる漱石門下とは区別されることが多いが、事実上の弟子とする見解もある。
柳宗悦
芥川龍之介
1922年（大正11年）7月27日、小穴隆一と我孫子の志賀家を訪ねている。当時スランプだった芥川は、休筆から活動再開に至った直哉の話を聞きにきたが、直哉は「冬眠してゐるやうな気持ちで一年でも二年でも書かずにゐたら」再び書けるようになると答える。芥川は「さういふ結構なご身分ではないから」と返した。その数年後、芥川は東京で直哉と会ったが、直哉から、芥川の作品には読者への隠し事で読者を釣る点や、描写に技巧が見え透ける点があると指摘される。その際、芥川は「芸術というものが本統に分っていないんです」と返答した。芥川の死後、直哉は「沓掛にて」の中で「芥川君は始終自身の芸術に疑いを持っていた」と芥川を振り返りつつ、芥川の自殺については「（腹立たしく思えた乃木希典や有島武郎の自殺と異なり）芥川君の場合では何故か『仕方ない事だった』というような気持がした」「芥川君の死は芥川君の最後の主張だったというような感じを受けている」と述べている。
網野菊
師の没後に『雪晴れ　志賀直哉先生の思い出』（皆美社、1973年）を刊行した。
尾崎一雄
大正期からの弟子で、自身の没後に『志賀直哉』（筑摩書房、1986年）が刊行された。
小津安二郎
志賀文学のファンだった。日中戦争に従軍した際、岩波文庫版の『暗夜行路』を読み感銘を受ける。戦後、雑誌『映画春秋』の座談会で直哉と知り合う。映画『月は上りぬ』（監督：田中絹代）のシナリオを執筆した際には直哉からアドバイスを受けてその一部を書き直す。その後も親交は続き、里見弴も含めた3人で旅行をすることもあった。笠智衆によると小津は直哉に「心酔」しており、「志賀先生の前に出ると、子ネコみたいに」なっていたという。里見弴も、小津は「志賀の前ではコチコチになって」いたと語っている。
上司海雲
東大寺別当。直哉が奈良に住んでいた頃に知り合う。海雲は「あんなすぐれた人は仏教界にもどこにも見当たらない」と直哉を絶賛し、直哉が亡くなるまでの40年間親しい関係が続いた。直哉も奈良を去り東京へ帰った後も、武者小路実篤や里見弴と同じ頻度で手紙を書いている。直哉のサロンの一部は上司海雲に引き継がれていった（観音院サロン）。
小林多喜二
1931年（昭和6年）11月はじめに上高畑の志賀家を訪問している。多喜二は直哉の作品から文学を学び、以前から手紙で交流していた。直哉はプロレタリア文学に批判的だったが、このときの邂逅はなごやかなもので、直哉の息子・直吉と3人であやめ池の遊園地に遊び一晩泊めている。多喜二の死後は、彼の実母に香典と弔文を贈っている。
小林秀雄
里見弴
少年期からの友人で『君と私　志賀直哉をめぐる作品集』（中公文庫オリジナル版、2023年）が刊。
太宰治
小説「津軽」の中で「日本の或る五十年配の」「神様、といふ妙な呼び方をする」作家についての批判を書いている。直哉は雑誌の座談会で、太宰の「斜陽」について、貴族の娘の言葉遣いに閉口したと発言。これを受けて太宰は「如是我聞」で「おまへの『うさぎ』には『おとうさまは、うさぎなどお殺せなさいますの？』とかいふ言葉があった筈」と反発した。これは随筆「兎」の中の末娘貴美子の「飼ってしまえばお父様屹度お殺せになれない」の不正確な引用で、直哉は「如是我聞」を読んだ貴美子を「お殺せにならないで少しも変じゃない」となぐさめた。直哉は随筆「太宰治の死」の中で「私の言った事が心身共に弱っていた太宰君には何倍かになって響いたらしい。これは…太宰君にとっても、私にとっても不幸な事であった」と、太宰を批判したことに対する後悔の念を表している。
谷崎潤一郎
中野重治
世田谷新町の家を訪問したことがあり、直哉に畏敬の念を抱いていた。直哉も中野の人柄に好感を持っており、戦後、中野が「新日本文学会」を結成した際、賛助会員となっている。しかし中野が皇室や直哉の友人の政治家（安倍能成）に批判的な文章を発表したことに「不純な印象」を持ち、脱会している。
広津和郎
柳宗悦
阿川弘之
戦後、谷川徹三の紹介で直哉に弟子入り。以後直哉が亡くなるまで頻繁に志賀邸に出入りし葬儀も取り仕切った。全集の監修や直哉関連の随筆・著作も多い。交遊録・人物論『志賀直哉交友録』（講談社文芸文庫、1998年）を編んでいる。
安岡章太郎
阿川の友人の作家、作家論『志賀直哉私論』（講談社文庫、電子書籍で再刊）がある。
福田蘭童
直哉が大洞台の山荘に住んでいたころに出入りしていた。釣りや尺八など多才な人物で、直哉も親しみを持っていた。直哉の死後、『志賀直哉先生の台所』（現代企画室、1977年／旺文社文庫、1982年）を出版、直哉が虫を食べたなどのエピソードを書いている。ただし、阿川弘之は直哉や志賀家の人々の言葉遣い、とりあげられたエピソードの信憑性に疑問を持っており「問題の書」と評している。